# 原涼山工委辦公樓舊址
原涼山工委辦公樓舊址位於四川省涼山州雷波縣錦城鎮，文物遺址年代判定為1952年。2002年12月27日公佈為四川省第六批省級文物保護單位。